# Bernard Ramanantsoa

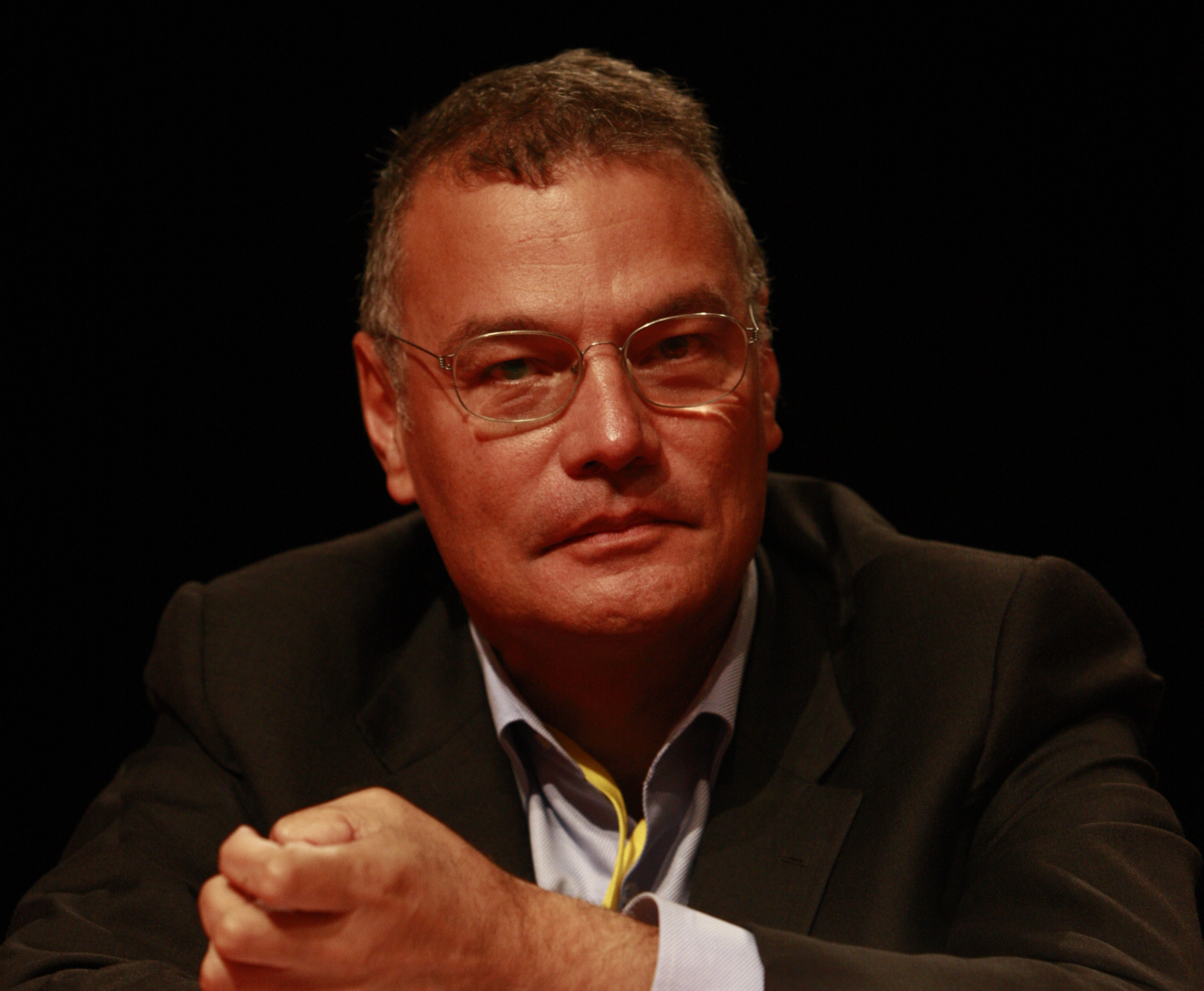
Bernard Ramanantsoa

Bernard Ramanantsoa (* 26. November 1948 in Mülhausen, Frankreich) ist Französischlehrer und von 1995 bis 2015 Generaldirektor der HEC Paris-Gruppe.

## Biografie
Als Sohn eines madagassischen Vaters und einer französischen Mutter ist er der Neffe von General Gabriel Ramanantsoa, Präsident der Madagassischen Republik zwischen 1972 und 1975.
Bernard Ramanantsoa studierte in Frankreich. Nach seinen wissenschaftlichen Vorbereitungskursen am privaten Gymnasium Sainte-Geneviève wechselte er zu Supaéro (Beförderungsspezialisierung, Option „Antrieb“ im Jahr 1971). 1976 schloss er seinen MBA an der HEC Paris ab, ein Programm, das damals ISA hieß. Er erwarb Universitätsabschlüsse und erwarb 1987 einen Master-Abschluss in Soziologie, 1991 einen Doktortitel in Managementwissenschaften (Universität Paris-Dauphine) und 1993 einen Master-Abschluss in Geschichte der Philosophie (an der Universität Paris 1 Panthéon-Sorbonne).
Parallel zu dieser Universitätskarriere trat er 1979 als ständiger Professor der Gruppe HEC Paris bei, nachdem er mehrere Jahre als temporärer Professor tätig war.
Von den Studenten „Rama“ genannt, wusste er, wie er die HEC-Gruppe auf die internationale Ebene bringen konnte, nachdem er 1995 Generaldirektor der HEC-Paris-Gruppe wurde. Er wurde zum Direktor des Programms der Global Alliance in Management Education (CEMS) gewählt im Herbst 2006.
Vom 3. bis 6. Juni 2010 nahm er an der Bilderberg-Konferenz in Sitges, Spanien, teil. Er ist außerdem Direktor des europäischen Think-Tanks EuropaNova.
Seine beiden Söhne, darunter Marc Ramanantsoa, sind Absolventen der HEC Paris.
2015 schied er aus der Geschäftsführung der HEC aus und wurde vom Kanadier Peter Todd abgelöst.
Im Juni 2016 wurde er für einen Zeitraum von vier Jahren zum Mitglied des Verwaltungsrats von Orange SA ernannt und löste im Dezember desselben Jahres Claudie Haigneré und Präsidentin des Prüfungsausschusses ab.